# Липидная мембрана на подложке
Липидная мембрана на подложке (англ. surface-supported membrane) — липидный бислой, стабилизированный твердой поверхностью; является моделью биологических мембран и нашел широкое применение в биотехнологиях.

## Описание
Липидный бислой можно осадить на твердые поверхности: кварц, слюда, золото, оксид титана и ряд других материалов. Твердая поверхность обеспечивает высокую стабильность мембраны, а слой воды толщиной 1–2 нм, расположенный между поверхностью и мембраной, сохраняет естественную текучесть последней. Мембраны на подложке имеют исследовательское и прикладное значение. В частности, они являются удобной моделью для изучения примембранных процессов на наноразмерном уровне, например, методами атомной силовой микроскопии, или явления поверхностного плазмонного резонанса. С прикладной точки зрения данные мембраны могут применяться в аналитических и диагностических сенсорах, в микрочипах и микрофлюидных устройствах. Основные эксплуатационные свойства — это селективная проницаемость, биосовместимость и структурная функция (например, мембраны широко используются в качестве носителя трансмембранных белков).